# Роквелл, Томас
Томас Роудс Роквелл (англ. Thomas Rhodes Rockwell, 13 марта 1933 года — 27 сентября 2024 года — американский детский писатель.
Томас Роквелл — сын американского художника Нормана Роквелла и его второй жены Мэри Рокуэлл. Вырос в Арлингтоне, штат Вермонт, маленьком городке в сельской местности. Он учился в школе, в которой была только одна классная комната, а когда окончил школу, в его выпуске было всего 23 учащихся. Образование получил в Бард-колледже. Много раз выступал в роли натурщика для картин своего отца.
Томас Роквелл вспоминает, что он всегда хотел писать. Он был фактическим автором автобиографической книги его отца «Мои приключения в качестве иллюстратора», что косвенно подтверждалось подзаголовком книги «…рассказанные Томасу Роквеллу», но официально его авторство не признавалось. 
Идея писать детские книги пришла к нему, когда он начал читать вслух своему сыну. Его жена Гейл иллюстрировала несколько его книг.
Самая известная книга Томаса Роквелла — «Как есть жареных Червяков» (англ. How to Eat Fried Worms, 1973). Герой книги — мальчик, который принимает пари на 50 долларов о том, что он может съесть 15 червей в течение 15 дней. Хотя книга была отклонена 23 издателями, а потом пережила ещё и цензурные приключения, выйдя, наконец, в печать, она разошлась тиражом в 3 миллиона экземпляров. Книга и её автор получили премию Марка Твена, Медаль юных читателей Калифорнии и книжную премию Секвойя. По сценарию этой книги был снят мультфильм из серии Storybreak телеканала CBS в 1985 году, а также фильм, вышедший в кинопрокат в 2006 году.
Жил в Покипси, Нью-Йорк.

## Избранные публикации
- Rockwell, Norman. My Adventures as an Illustrator : as Told to Thomas Rockwell. — Garden City, New York: Doubleday & Company, 1960. — 437 с.
- Squawwwk!, с иллюстрациями Гейл Роквелл (1972)
- Как есть жареных червяков (1973) — ISBN 0-440-42185-3
- Как бороться с девушкой (1987) — продолжение книги «Как есть жареных Червяков»
- Как стать сказочно богатым (1990)